# Liste der Monuments historiques in Louchy-Montfand
Die Liste der Monuments historiques in Louchy-Montfand führt die Monuments historiques in der französischen Gemeinde Louchy-Montfand auf.

## Liste der Bauwerke
| Bezeichnung        | Beschreibung                  | Standort        | Kennzeichnung | Schutzstatus | Datum | Bild           |
| ------------------ | ----------------------------- | --------------- | ------------- | ------------ | ----- | -------------- |
| Schloss            | Erbaut ab dem 15. Jahrhundert | Montfand (Lage) | PA00093137    | Inscrit      | 1975  | weitere Bilder |
| Kirche St-Pourçain | Erbaut im 12. Jahrhundert     | Louchy (Lage)   | PA00093138    | Inscrit      | 1933  | weitere Bilder |

## Liste der Objekte
| Bezeichnung                                                                           | Beschreibung           | Standort                         | Kennzeichnung | Schutzstatus | Datum | Bild |
| ------------------------------------------------------------------------------------- | ---------------------- | -------------------------------- | ------------- | ------------ | ----- | ---- |
| Grabplatte mit Inschrift für Jacques de Montbrun († 1628) (Fotos in der Base Palissy) | Stein, 17. Jahrhundert | in der Kirche St-Pourçain (Lage) | PM03000229    | Classé       | 1918  |      |